# Puchýřník hladký
Puchýřník hladký (Cystopteris dickieana) je nižší, vytrvalá kapradina z čeledi puchýřníkovité (Cystopteridaceae), patřící mezi kriticky ohrožené rostliny v České republice.

## Popis
Puchýřník hladký je drobnější opadavá kapradina nepřerůstající 15 cm. Oproti jiným druhům puchýřníků působí tato rostlinka celistvě, což je způsobeno bližším postavením listů. Z poléhavého, krátkého a silného oddenku vyrůstá stonek. Postavení listů na stonku je vstřícné a vzájemně se horizontálně překrývají. Složené listy jsou tvořeny dvakrát lichozpeřenou čepelí, která se postupem času od stonku šikmo odklání. Lístky složeného listu přímo přisedají k vřetenu, mají laločnatě členěnou čepel s jemnými zářezy na okraji. Na každé straně vřeténka se může objevit až 15 lístků. Na spodní straně listů vyrůstají výtrusnice se sporami, které jsou nevýrazně bradavičnaté až žebernaté.

## Ekologie
Upřednostňuje prostředí s chladnějším podnebím a místa s bazickým charakterem např. vápenité podloží. Můžeme ho spatřit na stinných místech, v roklinách, skalních štěrbinách, jeskynních vchodech a pod převisy.

## Rozšíření
Vyskytuje se na severní polokouli. Objevuje se ve vlhkých horských oblastech Velké Británie a Irska. V malé míře byl nalezen např. ve Švýcarsku a Skandinávii, kde je poměrně vzácný. První známky nálezu pochází z roku 1848 z pobřeží jižně od Aberdeenu (město na východu Skotska). Někteří botanici ho označují za skotský endemit, neboť jeho taxonomické zařazení zůstává nejisté a sporné. Mnohdy došlo k záměně s puchýřníkem křehkým (Cystopteris fragilis).
V České republice byl nepatrně rozšířen v Krkonoších na vápenatých podkladech.

## Ohrožení a ochrana
Puchýřník hladký je zařazen mezi kriticky ohrožené taxony cévnatých rostlin v České republice (C1) . Tato kategorie je shodná s mezinárodní kategorií ohrožených rostlin IUCN CR - Cricitally Endangered.

## Záměna
Puchýřník hladký je kapradina nepříliš rozšířená. Dochází k časté záměně s puchýřníkem křehkým (Cystopteris fragilis). Puchýřník hladký má daleko bližší postavení listů na stonku oproti puchýřníku křehkému. Hlavním odlišným znakem jsou spory - puchýřník hladký má bradavičnaté až žebernaté, kdežto puchýřník křehký má spory s osténkami.
Avšak tyto znaky nejsou dostatečné pro zjištění přesného původu a taxonomického zařazení.